# Sandro Ueno
Sandro Ueno (Mogi das Cruzes) é um atleta brasileiro de atletismo de força e Vice Presidente da Confederação Brasileira de Strongman.

## Conquistas
- Tri campeão brasileiro de powerlifting IPF: 1993, 1994, 2011
- Bicampeão brasileiro de supino IPF: 1993, 1994
- Campeão brasileiro de strongman: CBSM 2010
- Campeão brasileiro de levantamento da terra: IPF 2010
- Campeão paulista de powerlifting IPF 2011
- Campeão da Copa São Paulo IPF de Supino 2011
- Campeão brasileiro de powerlifting IPF 2011
- Campeão da Categoria Master 1 até 83 kg e Melhor Atleta Master 1 entre todas as divisões de peso nos campeonatos sul-americano e pan-americano de powerlifting IPF 2011
- Bicampeão da Liga Brasileira Strongman CBSM - 2014 e 2015[1]
- Campeão do Arnold Strongman Classic Brasil Amador 2015
- Medalha de Bronze no Arnold Strongman Classic Brasil Amador 2016[2]
- Campeão Paulista de Strongman 2017
- Campeão Paulista e Brasileiro de Powerlifting Equipado IPF 2017 na categoria Master 2 até 83 kg e Melhor Atleta Master 2 entre todas as divisões de peso das competições
- Campeão Paulista e Brasileiro de Powerlifting Raw IPF 2018 na Categoria Master 2 até 83 kg e Melhor Atleta Master 2 entre todas as divisões de peso das competições
- Vice Campeão Pan-Americano de Powerlifting Raw IPF 2019
- Vice Campeão do Qualify CBSM para o Arnold Strongman South America Amateur 2020
- Campeão Brasileiro de Powerlifting Equipado IPF 2022 no Arnold Sports Festival South America na Categoria Master 2 até 83 kg
- Campeão Sulamericano de Powerlifting Equipado IPF 2022 na Categoria Master 2 até 83 kg e Segundo Melhor Atleta Master 2 do Campeonato entre todas as divisões de peso da Categoria
- Vice Campeão do Static Monsters Brasil 2022 - Etapa São Paulo - na Categoria Open até 80 kg
- Campeão Paulista de Powerlifting Equipado IPF 2023 na Categoria Master 2 até 74 kg e Melhor Atleta Master 2 Equipado da Competição entre todas as divisões de Peso "Campeão dos Campeões". Local: Parque Leon Pfeffer - Mogi das Cruzes - SP.

### Recordes e Ranking Mundial
- 2011 - Recorde sul-americano IPF de supino com 185 kg na Categoria Master 1 até 83 kg
- 2015 - Recorde sul-americano CBSM de log lift com 115 kg na Categoria até 80 kg
- 2016 - Recorde sul-americano CBSM na cangalha com 360 kg[3] na Categoria até 80 kg
- 2017 - Recorde sul-americano CBSM de tire deadlift com 270 kg na Categoria até 80 kg
- 2017 - Recorde sul-americano CBSM na cangalha com 385 kg percorrendo a distância de 7 metros em 1 minuto na Categoria até 80 kg
- 2017 - Recorde brasileiro IPF de agachamento equipado com 240 kg na Categoria Master 2 até 83 kg
- 2017 - Recorde brasileiro IPF de supino equipado com 160 kg na Categoria Master 2 até 83 kg
- 2022 - Recorde sul-americano IPF de agachamento com 232,5 kg na Categoria Master 2 até 83 kg
- 2022 - Recorde brasileiro de axle deadlift com 284 kg no Static Monsters Brasil 2022 na Categoria Open até 80 kg
- 2022 - Posição de número treze no Ranking Mundial do Static Monsters World Wide na Categoria Open até 80 kg
- 2023 - Recordes Paulistas de Powerlifting Equipado IPF nos exercícios de Agachamento 232,5 kg, Supino 135 kg, Terra 225 kg e Total 592,5 kg na Categoria Master 2 até 74 kg.